# Viable pero no cultivable

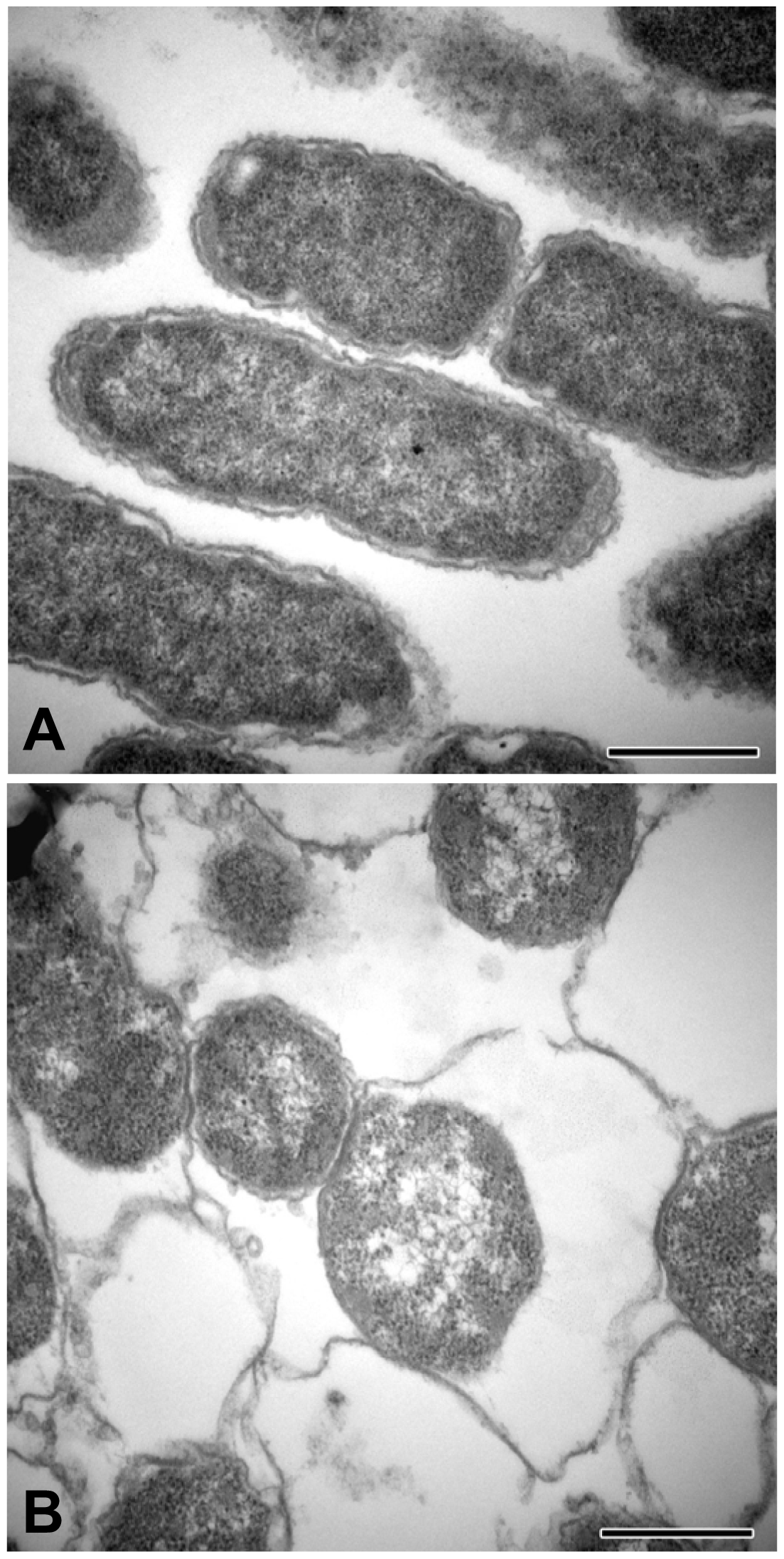
Sección transversal de una micrografía electrónica de transmisión de Yersinia pestis en crecimiento activo (Panel A) y no cultivable (Panel B). La barra equivale a 0,5 micrones.

Viable pero no cultivable abreviado (VPNC o VNBC del inglés Viable but not culturable) se refiere a un estado en el que las bacterias tienen una actividad metabólica muy baja y no se dividen, pero que están vivas y tienen la capacidad de volverse cultivables una vez resucitadas.
Las bacterias en un estado de VPNC no pueden crecer en un medio de crecimiento estándar, aunque la citometría de flujo puede medir la viabilidad de las bacterias. Las bacterias pueden entrar en el estado VPNC como respuesta al estrés, debido a condiciones adversas de nutrientes, temperatura, oxígeno y luz. Las células que se encuentran en el estado VPNC son morfológicamente más pequeñas y demuestran un transporte de nutrientes, una tasa de respiración y síntesis de macromoléculas reducidos. A veces, las bacterias VPNC pueden permanecer en este estado durante más de un año. Se ha demostrado que numerosos patógenos y no patógenos pueden entrar en el estado VPNC y por tanto, tiene implicaciones significativas en la patogénesis, la biorremediación y otras ramas de la microbiología.
La existencia del estado VPNC es controvertida. Se ha puesto en duda la validez e interpretación de los ensayos para determinar el estado de VPNC.

## Especies
A continuación se muestra algunos ejemplos de especies bacterianas que han entrado en un estado VPNC:
- Aeromonas salmonicida
- Agrobacterium tumefaciens
- Burkholderia cepacia
- Burkholderia pseudomallei
- Brettanomyces bruxellensis[4]
- Campylobacter coli
- Campylobacter jejuni
- Campylobacter lari
- Cytophaga allerginae
- Enterobacter aerogenes
- Enterobacter cloacae
- Enterococcus faecalis
- Enterococcus hirae
- Enterococcus faecium
- Erwinia amylovora
- Escherichia coli
- Francisella tularensis
- Helicobacter pylori
- Klebsiella aerogenes
- Klebsiella pneumoniae
- Klebsiella planticola
- Legionella pneumophila
- Listeria monocytogenes
- Micrococcus luteus
- Mycobacterium tuberculosis
- Mycobacterium smegmatis
- Pasteurella piscicida
- Pseudomonas aeruginosa
- Pseudomonas syringae
- Ralstonia solanacearum
- Rhizobium leguminosarum
- Rhizobium meliloti
- Salmonella enterica
- Salmonella Typhi
- Salmonella Typhimurium
- Serratia marcescens
- Shigella dysenteriae
- Shigella flexneri
- Shigella sonnei
- Streptococcus faecalis
- Vibrio anguillarum
- Vibrio campbellii
- Vibrio cholerae
- Vibrio harveyi
- Vibrio mimicus
- Vibrio parahaemolyticus
- Vibrio shiloi
- Vibrio vulnificus
- Xanthomonas campestris
- Xanthomonas axonopodis
- Yersinia pestis[5]